# Broadway (MBTA-Station)
Broadway ist der Name einer U-Bahn-Station der Massachusetts Bay Transportation Authority (MBTA) im Bostoner Stadtteil South Boston im Bundesstaat Massachusetts der Vereinigten Staaten. Sie bietet Zugang zur Linie Red Line.

## Geschichte
Die Station Broadway wurde am 15. Dezember 1917 eröffnet. Der U-Bahnhof verfügte ursprünglich über drei Ebenen, die über Treppen miteinander verbunden waren und so einen schnellen Wechsel zwischen Straßenbahn und U-Bahn erlaubten. Die oberen beiden Ebenen (Straßenniveau und der obere Tunnel) waren den Straßenbahnen vorbehalten, während auf der untersten Ebene die U-Bahn verkehrte. Jede der drei Ebenen verfügte über zwei Gleise und einen Mittelbahnsteig. Die Straßenbahnlinien, die im oberen Tunnel hielten, wurden 1929 durch Busse ersetzt, die oberirdisch haltenden Straßenbahnlinien ereilte das gleiche Schicksal 1953. Seitdem ist das Bauwerk eine reine U-Bahn-Station.
Im Jahr 2012 begann die MBTA mit dem Bau eines Notfall-Trainingszentrums im alten Straßenbahntunnel der Station. Das Department of Homeland Security stellte dafür Finanzmittel in Höhe von $ 8,8 Mio. zur Verfügung. Zur Trainingsausstattung gehören unter anderem zwei Waggons der Blue Line, ein Wagen der Green Line und ein Bus. Der erste Wagen der Blue Line wurde im September 2012 mit einem Kran über das Foundry Street Portal in den Tunnel hinabgelassen.

## Bahnanlagen

### Gleis-, Signal- und Sicherungsanlagen
Der U-Bahnhof verfügt über zwei Gleise, die über einen Mittelbahnsteig zugänglich sind.

### Gebäude
Der U-Bahnhof befindet sich an der Kreuzung von Dorchester Avenue und dem namensgebenden Broadway. Er ist vollständig barrierefrei zugänglich.

## Umfeld
An der Station bestehen Anschlussverbindungen an drei Buslinien der MBTA.